# Bayan Wulan
Bayan Wulan (kinesiska: 巴彦乌兰, 巴彦乌兰苏木) är en socken i Kina. Den ligger i den autonoma regionen Inre Mongoliet, i den norra delen av landet, omkring 1 100 kilometer nordost om regionhuvudstaden Hohhot. Antalet invånare är 18511. Befolkningen består av 8 873 kvinnor och 9 638 män. Barn under 15 år utgör 15,0 %, vuxna 15-64 år 80 %, och äldre över 65 år 3,0 %.
Genomsnittlig årsnederbörd är 811 millimeter. Den regnigaste månaden är juli, med i genomsnitt 328 mm nederbörd, och den torraste är februari, med 5 mm nederbörd.